# Pelangwot
Pelangwot is een bestuurslaag in het regentschap Lamongan van de provincie Oost-Java, Indonesië. Pelangwot telt 4202 inwoners (volkstelling 2010).